# Sussat
Sussat ist ein zentralfranzösischer Ort und eine Gemeinde (commune) mit 105 Einwohnern (Stand 1. Januar 2022) im Département Allier im Norden der Region Auvergne-Rhône-Alpes (vor 2016 Auvergne). Sie gehört zum Arrondissement Vichy und zum Kanton Gannat.

## Lage
Sussat liegt in der Landschaft des Bourbonnais etwa 45 Kilometer westnordwestlich von Vichy. Im Norden verläuft das Flüsschen Veauce. Umgeben wird Sussat von den Nachbargemeinden Veauce im Norden, Valignat im Nordosten, Vicq im Osten, Ébreuil im Südosten und Süden sowie Lalizolle im Westen.

## Weblinks

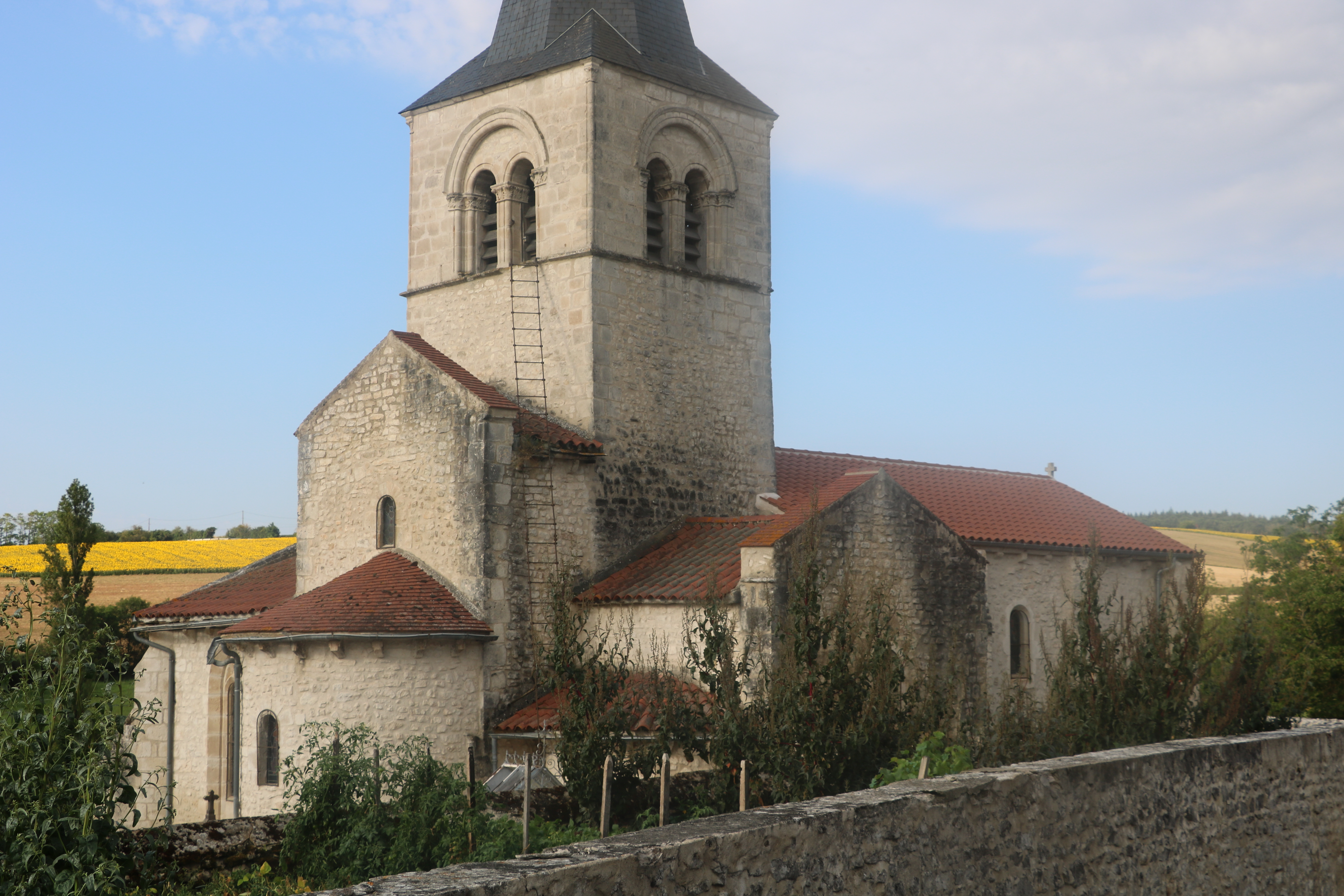
Kirche St-Bonnat

## Bevölkerungsentwicklung
| Jahr                       | 1962 | 1968 | 1975 | 1982 | 1990 | 1999 | 2006 | 2011 | 2019 |
| Einwohner                  | 149  | 137  | 90   | 92   | 79   | 104  | 103  | 100  | 102  |
| Quellen: Cassini und INSEE |      |      |      |      |      |      |      |      |      |

## Sehenswürdigkeiten
- Kirche St-Bonnet